# Don Hertzfeldt
Donald Hertzfeldt (Fremont, California, 1 de agosto de 1976) es un autor de cortometrajes y películas de animación estadounidense.

## Biografía
Hertzfeldt estudió en la Universidad de California en Santa Bárbara. Su trabajo solitario le ha reportado una celebridad precoz, ya que alcanzó la fama antes de cumplir los treinta años. Sus películas han obtenido más de un centenar de premios y distinciones, con nominaciones para la Palma de Oro del cortometraje del Festival de Cannes (1998), otra para los Premios Óscar (2000) y un premio del mejor cortometraje en el Festival de Cine de Sundance (2007).

## Filmografía
- Ah, L'Amour (1995)
- Genre (1996)
- Lily and Jim (1997)
- Billy's Balloon (1998)
- Rejected (2000)
- Welcome to the Show/Intermission in the Third Dimension/The End of the Show
- The Meaning of Life (2005)
- Everything Will Be OK (2006)
- I Am So Proud of You (2008)
- Wisdom Teeth (2010)
- It's Such a Beautiful Day (2012)
- World of Tomorrow (2015)
- World of Tomorrow - Episode Two: The Burden of Other People's Thoughts (2017)
- Intro (2017)
- World of Tomorrow - Episode Three: The Absent Destinations of David Prime (2020)

### Reconocimientos
- 2007 : Seattle International Film Festival,
- 1997, 1999, 2007 : Santa Barbara International Film Festival
- 2007 : Sundance Film Festival, Everything Will Be OK
- 1998, 2007 : USA Film Festival
- 1999 : Valladolid International Film Festival
- 1998 : World Animation Celebration
- 1998, 1999 : Rochester International Film Festival
- 2009 : WorldFest Houston

## Premios y distinciones
Premios Óscar
| Año  | Categoría                  | Película          | Resultado |
| ---- | -------------------------- | ----------------- | --------- |
| 2001 | Mejor cortometraje animado | Rejected          | Nominado  |
| 2016 | Mejor cortometraje animado | World of Tomorrow | Nominado  |